# Batugade (Suco)
Der osttimoresischer Suco Batugade liegt im Verwaltungsamt Balibo (Gemeinde Bobonaro), an der Küste der Sawusee und an der Grenze zum indonesischen Westtimor. Der Hauptort des Sucos ist Batugade.

## Name
Der Ortsname stammt aus dem Kemak und bedeutet „flacher Fels“.

## Geographie

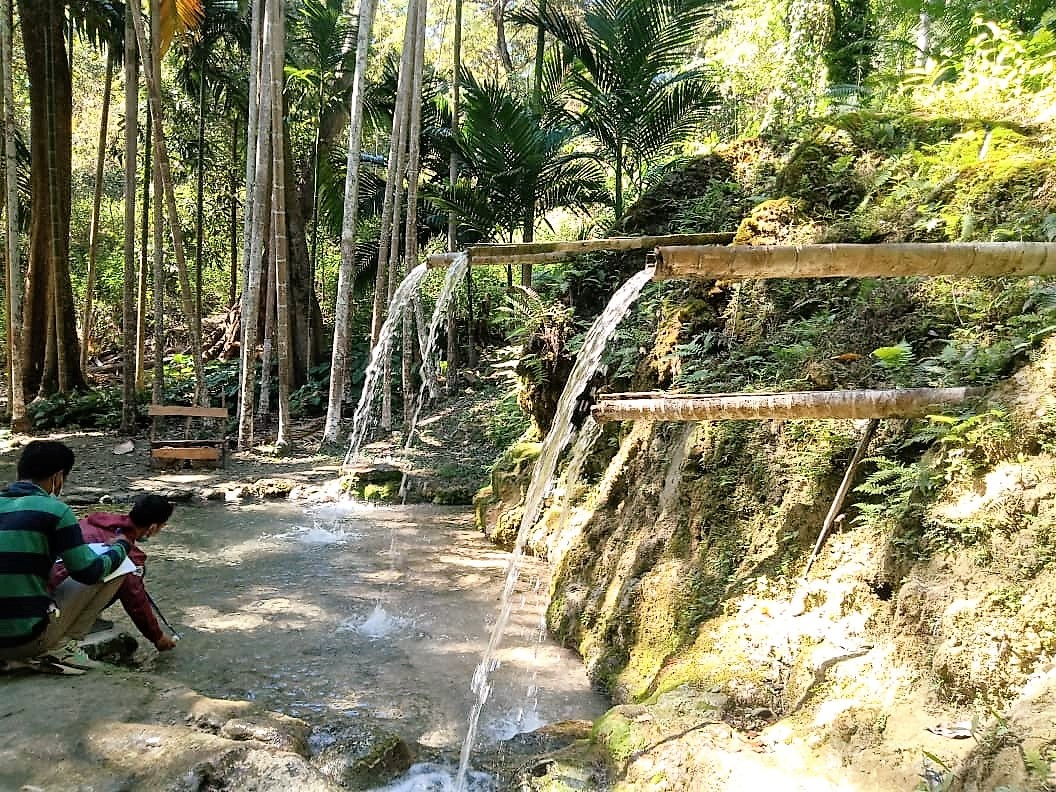
Trinkwasserquelle im Suco

Batugade liegt im Westen des Verwaltungsamts Balibo an der Küste der Sawusee. Im Norden grenzt er an den Suco Sanirin, im Osten an Balibo Vila im Süden an Cowa und im Westen an das indonesische Westtimor. Im Südosten entspringen die Flüsse Kolosuma und Morak. Beim Ort Kolosuma treffen die Flüsse aufeinander und bilden ab hier den Fluss Leometik. Der Acodato (im Oberlauf Webanahi) folgt bis zu seiner Mündung einem Teil der Grenze zu Indonesien.
Berge im Suco sind unter anderem der Foho Aibesi (Lage), der Taruik Aimaten (Lage), der Taruik Babau (Lage), der Taruik Beluai (Lage), der Taruik Bukulai Besar (deutsch „Großer Bukulai“, Lage), Taruik Bukulai Kecil (deutsch „Kleiner Bukulai“, Lage), der Taruik Fatubesi (Lage), der Taruik Fatuperkasa (Lage), der Foho Lotan (Lage), der Taruik Manehat (Lage), der Taruik Ratrameak (Lage) und der Taruik Webau (Lage).
Batugade hat eine Fläche von 43,59 km² und teilt sich in die drei Aldeias Batugade, Lotan und Nu Badac (Nubadak).
Der Ort Batugade liegt an der Küste, westlich der Mündung des Leometik in die Sawusee. Der Westteil der Siedlung nennt sich Halinsana. Im Ort Batugade trifft die verhältnismäßig gut ausgebaute Überlandstraße aus Balibo und Maliana auf die nördliche Küstenstraße, einer der wichtigsten Verbindungen des Landes. Sie führt nach Osten in die Landeshauptstadt Dili und nach Westen in 2,5 km zum Dorf Mota’ain, mit dem wichtigsten Grenzübergang zwischen Osttimor und Indonesien. Der westtimoresische Ort Atapupu ist auf der Straße von hier 12 km entfernt.
Überquert man auf der Brücke den Fluss nach Nordost, gelangt man in den Ort Nu Badac. An der Überlandstraße von Batugade nach Balibo befinden sich unter anderem die Ortschaften Aumodok, Budin, Motamorak und Kolosuma. Bei Motamorak zweigt eine Straße nach Süden ab und führt entlang des Flusses Morak zu den Dörfern Biae, Lotan, Maudekut und Lotan Mota Sorin. Am Grenzfluss zu Indonesien liegt im Südwesten das Dorf Badutmean.
Die Orte Sukabelulik und Tapo kamen mit der Gebietsreform 2015 zum Suco Sanirin.
Im Ort Batugade steht das von den Portugiesen gebaute Fort Conselheiro Jacinto Cândido aus dem Jahre 1655, mit massiven Mauern und einigen alten Kanonen. Dem Strand von Batugade spricht man touristisches Potential zu.
Weitere öffentliche Einrichtungen im Dorf Batugade sind eine Grundschule, eine Kirche, ein Hospital, drei Sendeanlagen von Timor Telecom, Telemor und Telkomcel, eine Pferderennbahn und die Unidade de Patrulhamento de Fronteira (UPF), die osttimoresische Grenzpolizei, hat einen Posten im alten Fort. Weitere UPF-Posten befinden sich in Nu Badac und Mota’ain. In Budin steht eine zweite Grundschule.

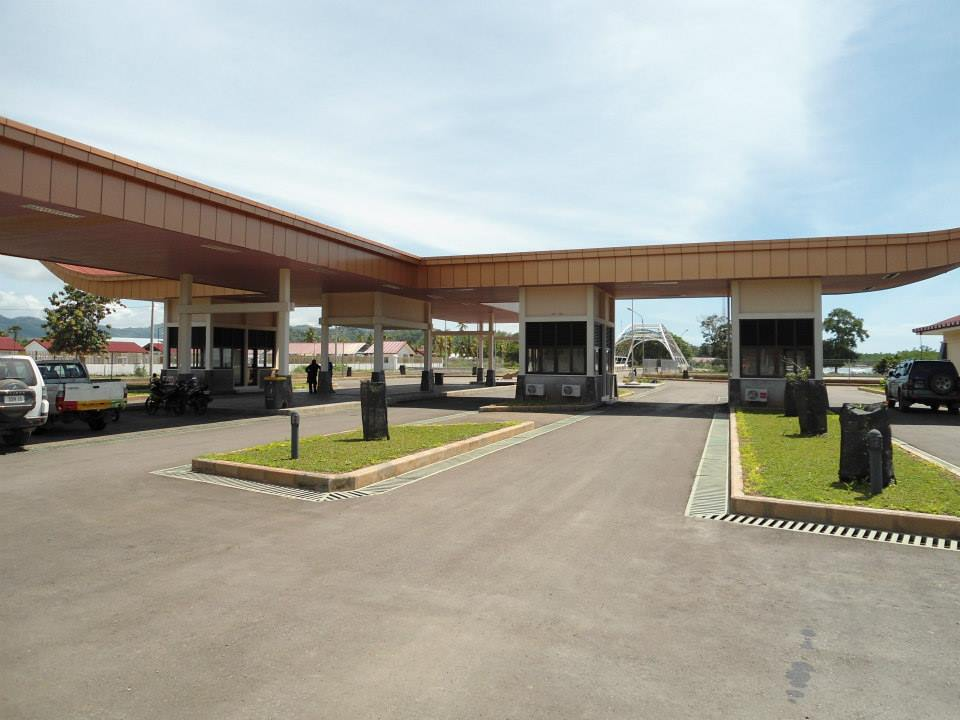
Timoresischer Zoll in Batugade
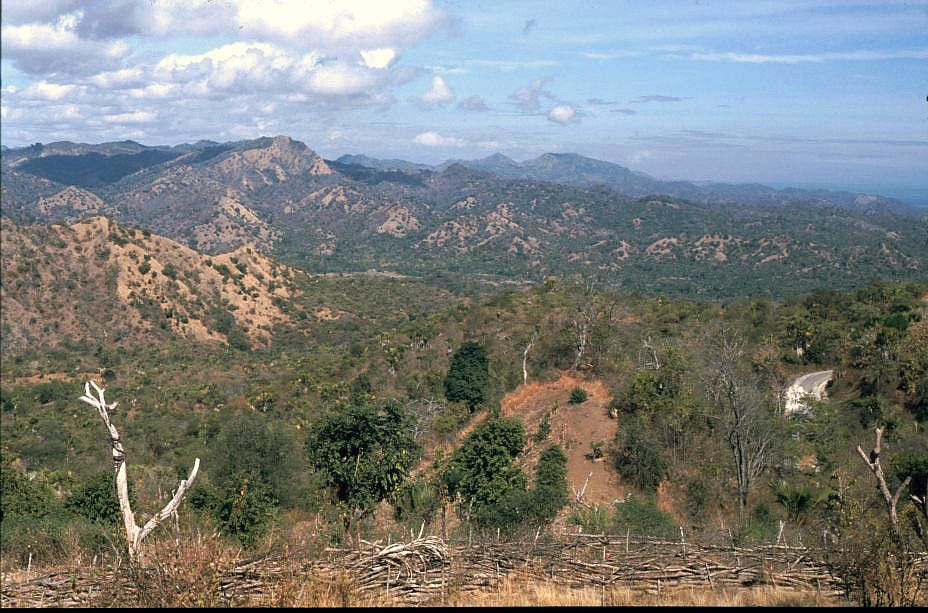
Landschaft an der Grenze zu Westtimor
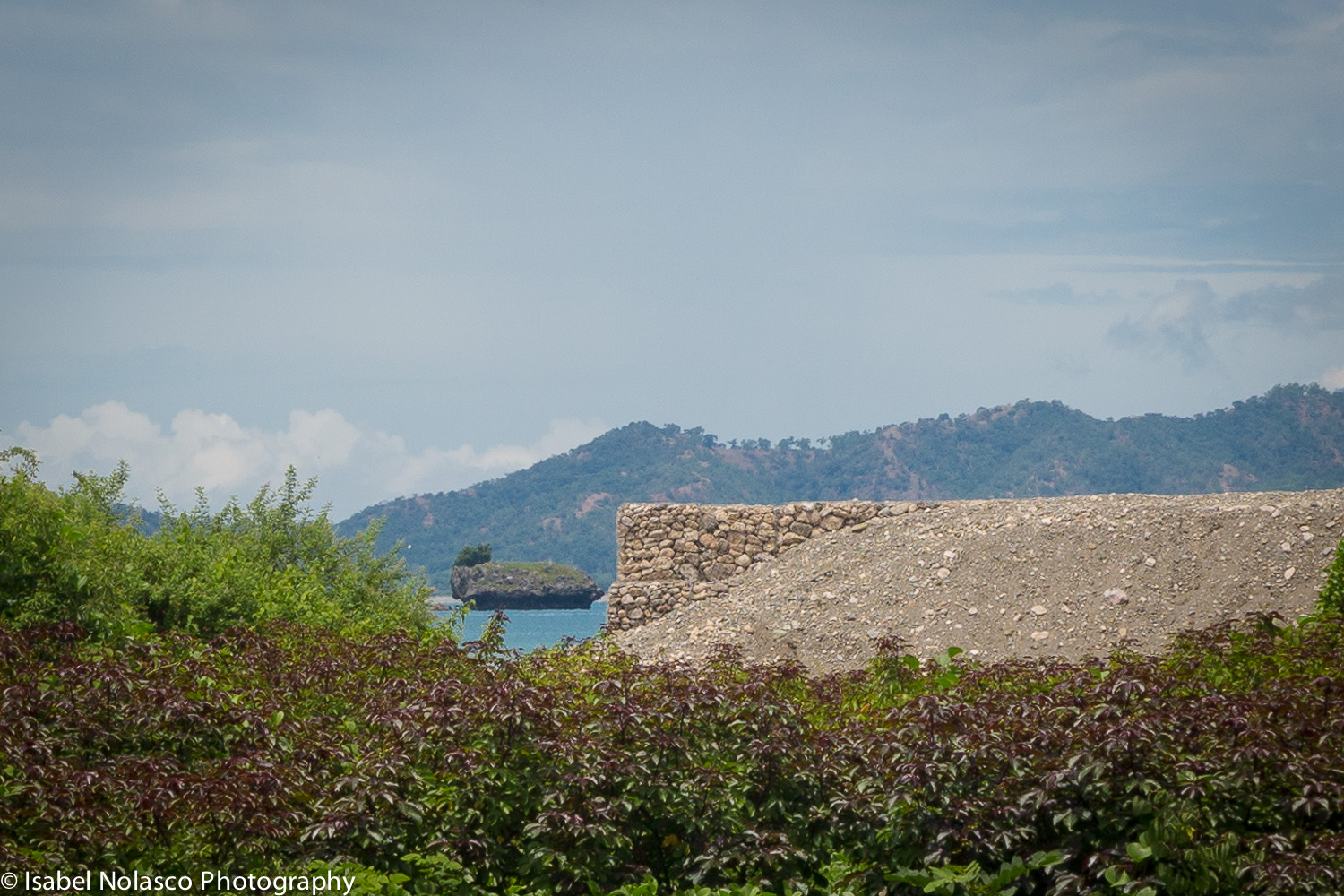
Ufer von Batugade
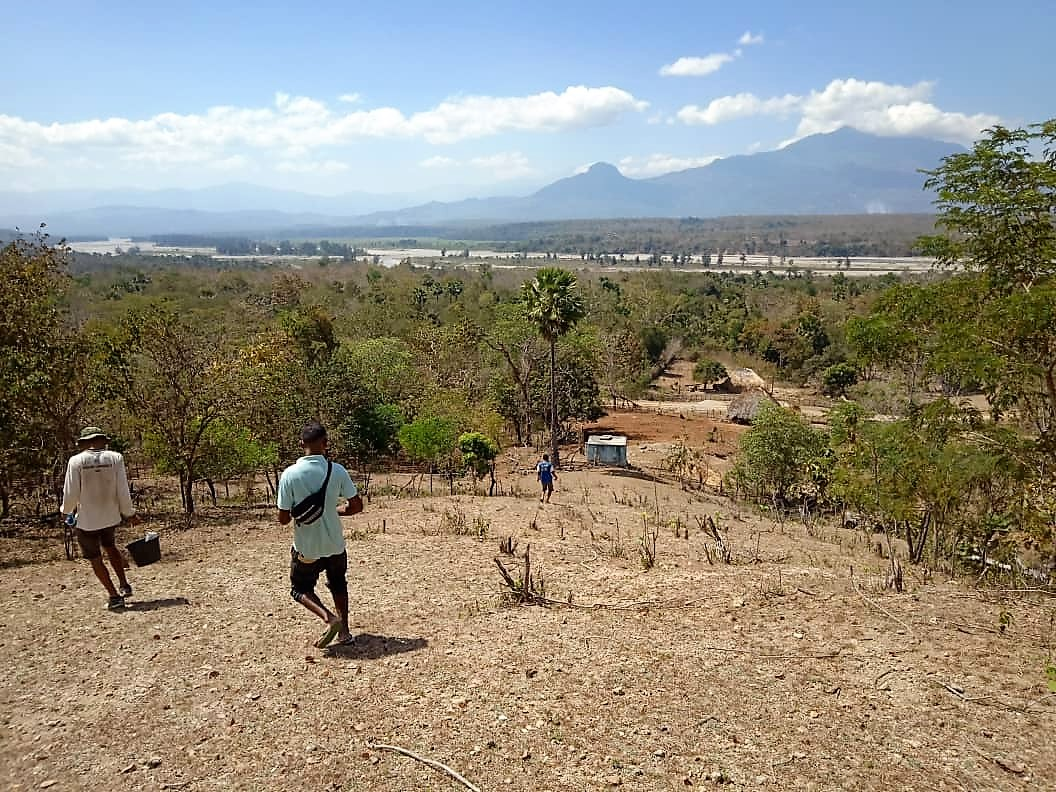
Trockenzeit

## Einwohner

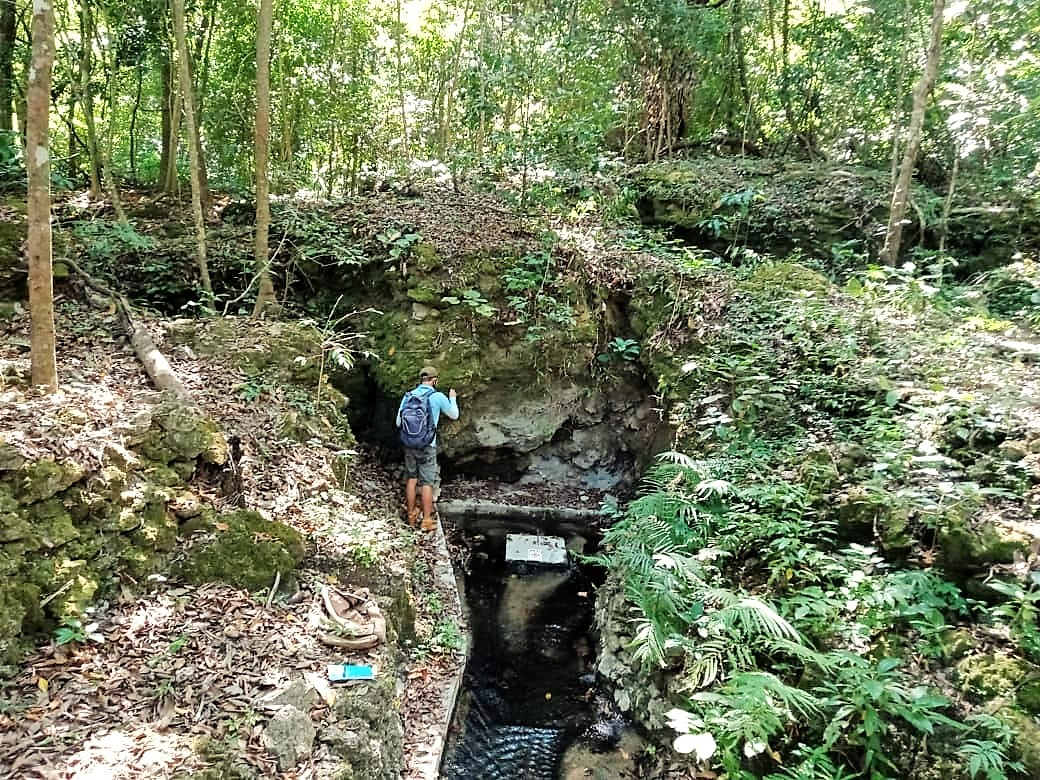
Wo es Wasser gibt, ist es auch außerhalb der Regenzeit grün

Der Suco Batugade hat 3.164 Einwohner (2022), davon sind 1.607 Männer und 1.557 Frauen. Im Suco gibt es 659 Haushalte. Etwa 45 % der Einwohner geben Tetum Prasa als ihre Muttersprache an, über 35 % Tetum Terik. Über 10 % sprechen Kemak, unter 5 % Bekais und kleine Minderheiten Tokodede oder Baikeno.

## Geschichte

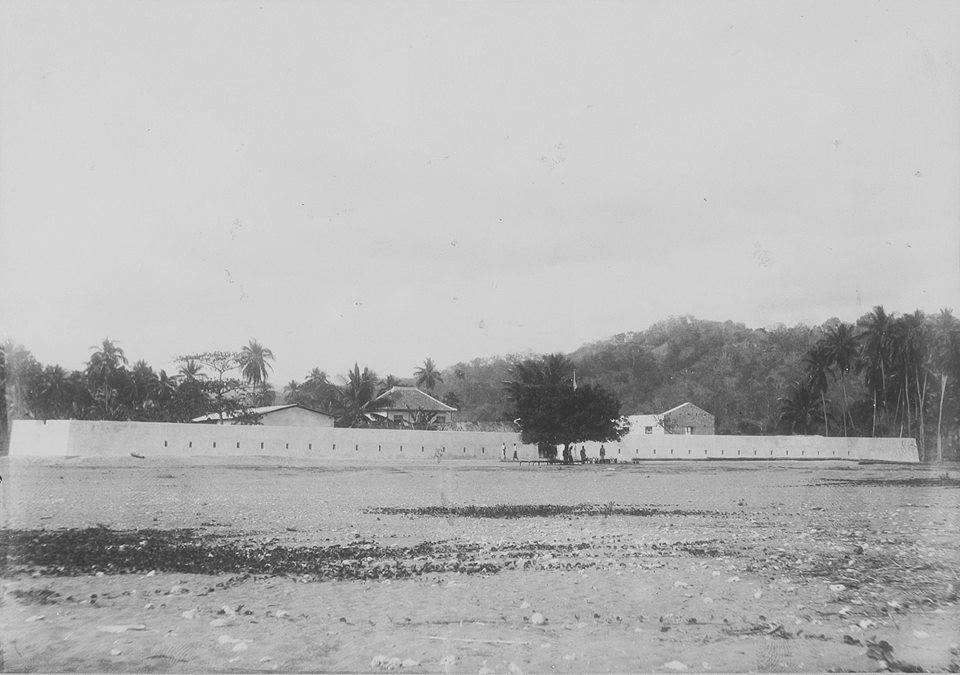
Festung Conselheiro Jacinto Cândido (1898)

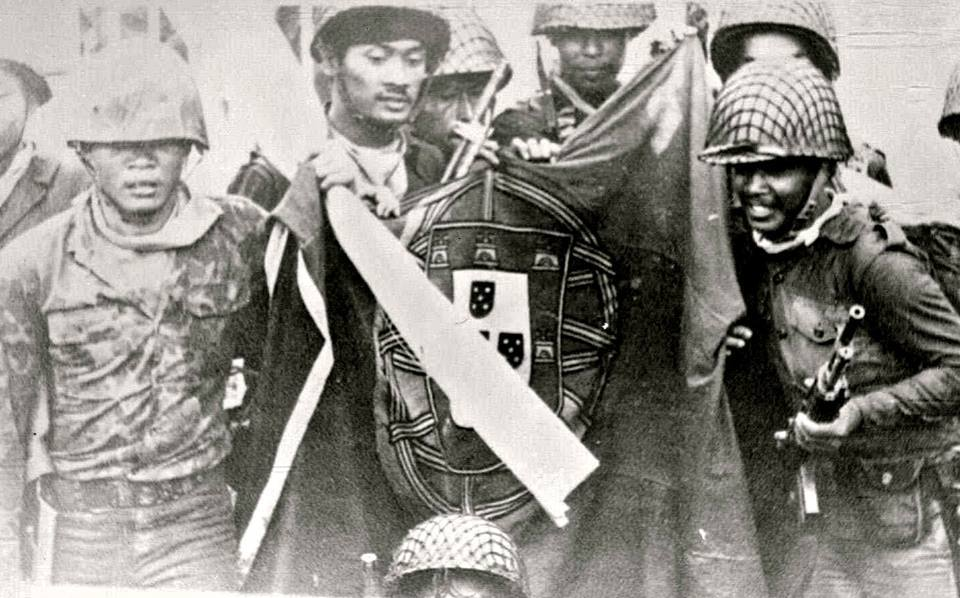
Indonesische Soldaten posieren im November 1975 im osttimoresischen Batugade mit einer erbeuteten portugiesischen Flagge

Antonio Pigafetta landete am 26. Januar 1522 an Bord des spanischen Schiffs Victoria als erster Europäer auf Timor  in der Region nahe Batugade und blieb für 18 Tage. Bereits 1655 errichteten die Portugiesen in Batugade ihr erstes Fort. Die Region gehörte zum Reich von Cowa. Nur wenige Kilometer weiter entstand im selben Zeitraum die größere Festung von Balibo.
Während der Cailaco-Rebellion 1726 wurde von Batugade aus eine portugiesische Streitmacht entsandt, die zusammen mit Truppen aus Dili das Rebellenzentrum Cailaco einnehmen sollten, doch die Belagerung war erfolglos. Im Laufe der Rebellion wurde das Fort aufgegeben. Gouverneur Pedro de Rego Barreto da Gama e Castro ließ den Posten 1731 wieder besetzen und schloss Frieden mit dem lokalen Rebellenchef Dom Lourenço da Costa, einem Topasse. 1734 rebellierte Batugade erneut gegen die Portugiesen, die aber auf Verstärkung aus Goa zurückgreifen konnten. Als die Portugiesen 1769 Lifau aufgaben und die Hauptstadt der Kolonie nach Dili verlegten, machten sie in Batugade einen Zwischenstopp und verstärkten das Fort zur Abwehr der rebellischen Topasse im Westen.
Gouverneur José Pinto Alcoforado de Azevedo e Sousa (1815 bis 1820) schlug eine weitere Rebellion in Batugade nieder. 1868 wurde das Fort von Batugade zur Basis der Militärexpedition gegen das rebellierende Reich von Cowa. 1871 kapitulierte die mit Cowa verbündete Königin von Balibo, Dona Maria Michaelia Doutel da Costa. Sie traf, wie vereinbart, am 29. Mai in Batugade mit Gouverneur João Clímaco de Carvalho zusammen. Die Königin von Cowa kam nicht. Daher unterzeichnete Dona Maria am 1. Juni allein die ihr vorgelegten Vereinbarungen, die eine Unterwerfung Balibos als Vasallen Portugals bedeuteten. Cowa erkannte erst 1881 die Vorherrschaft Portugals an. Während des Krieges von Manufahi (1894–1896) besetzten 1896 Aufständische aus Fatumean das Fort, während die eigentlich dort stationierten Truppen an einem anderen Ort kämpften. Später wurde das Fort neu errichtet und nach dem portugiesischen Überseeminister Jacinto Cândido benannt.
Während der portugiesischen Diktatur befand sich im Fort ein berüchtigtes Gefängnis für Verbannte, das unter dem Namen „Der Friedhof der Lebendigen“ bekannt war.
Anfang 1961 versuchte das linksgerichtete Kampfbüro zur Befreiung Timors (Bureau de Luta pela Libertação de Timor) unter Maoclao, mit finanzieller Unterstützung aus Indonesien, einen Aufstand gegen die portugiesische Kolonialherrschaft. Am 9. April 1961 riefen sie in Batugade eine Republik aus und stellten eine timoresische Regierung mit zwölf Ministern auf. Die Portugiesen schlugen den Aufstand schnell nieder und die Kämpfer flohen nach Indonesien.
Bereits am 8. Oktober 1975, zwei Monate vor dem offiziellen Beginn der Invasion, besetzten indonesische Truppen den Grenzort Batugade und errichteten hier ihr Hauptquartier für die folgende Operation Flamboyan. Dabei gab man vor, Kämpfer der UDT, die zuvor im Bürgerkrieg der FRETILIN unterlegen war, würden die Grenzgebiete besetzen. Am 16. Oktober wurden der restliche Kreis von Bobonaro und der Kreis Cova Lima durch die Indonesier besetzt. Am 7. Dezember begann Indonesien offen mit der Operation Seroja und der Invasion in das restliche Gebiet Osttimors.

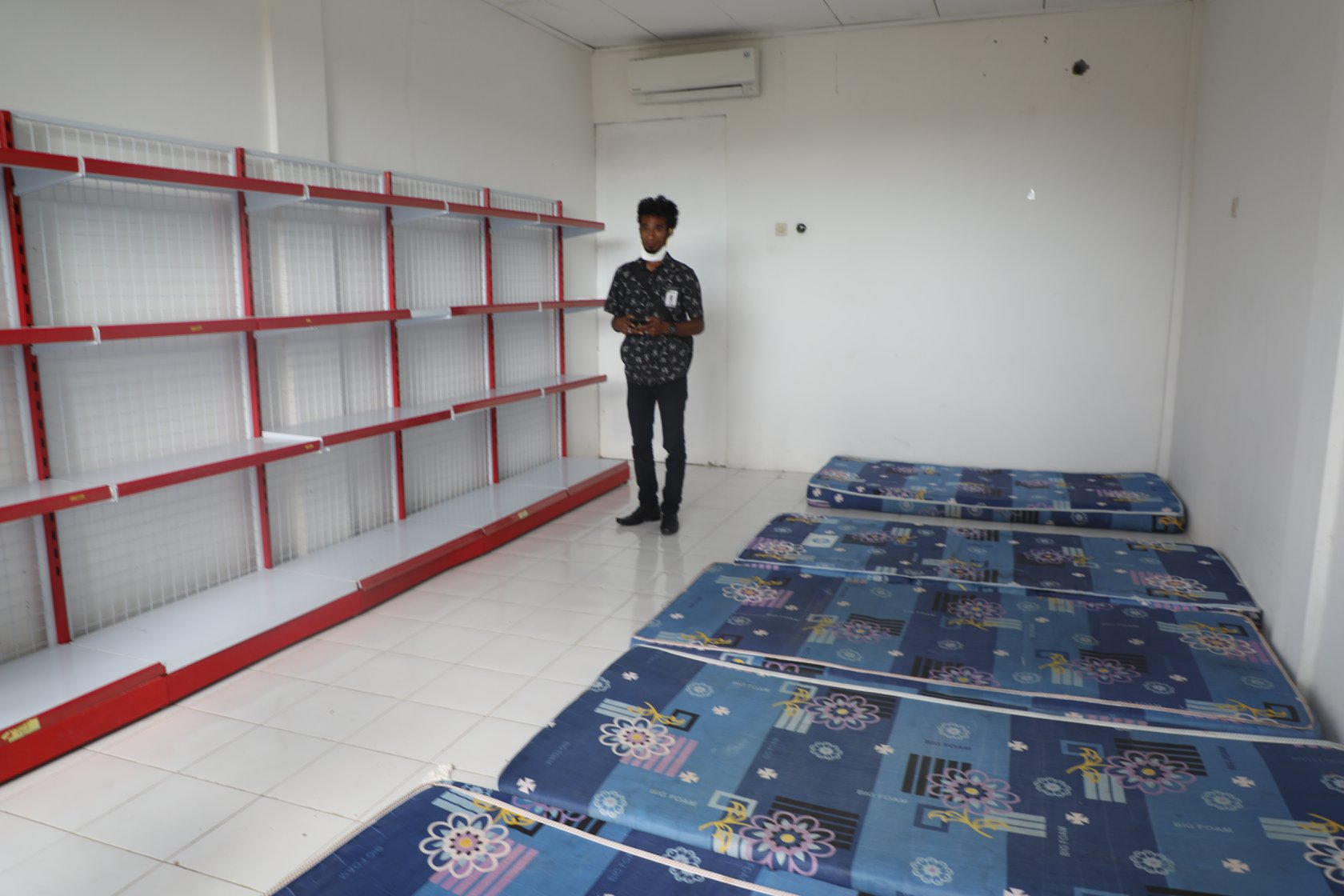
Quarantäneeinrichtung in Batugade (2020)

Am 25. März 2020 wurde wegen der drohenden COVID-19-Pandemie in Osttimor eine Quarantäneeinrichtung im Grenzposten in Batugade eröffnet.

## Politik
Bei den Wahlen von 2004/2005 wurde Pedro das Dores zum Chefe de Suco gewählt. Bei den Wahlen 2009 gewann Afonso Pereira und 2016 Januario Moises. Er wurde 2023 von Alexandre Pereira Alves abgelöst.